# Estación de Vicuña
Vicuña es una estación en superficie de la línea 1 del Metro de Granada. Se encuentra situada en el término municipal de Maracena, en el área metropolitana de la ciudad española de Granada.

## Situación
La estación de Vicuña se encuentra en la calle Motril, al norte del municipio de Maracena. Junto a Maracena y Anfiteatro es una de las tres estaciones de la red de Metro de Granada situadas en dicho municipio.
Se encuentra en una zona principalmente rural en el que predominan las explotaciones agrícolas y ganaderas. Junto a ella se encuentra la histórica Casería de Vicuña, a la que debe su nombre la estación. Junto a otras caserías lindantes, este gran cortijo mantiene su arquitectura singular, latifundio y la estructura de los que fueron sus secaderos de tabaco. Su presencia fue uno de los motivos que fundamentaron la aparición de la red de tranvías de Granada a principios del siglo XIX, y de la cual es heredera el actual metropolitano.
Se trata de la última parada de la línea 1 en el municipio de Maracena en sentido Albolote, con una situación muy próxima al límite con este municipio.

## Características y servicios

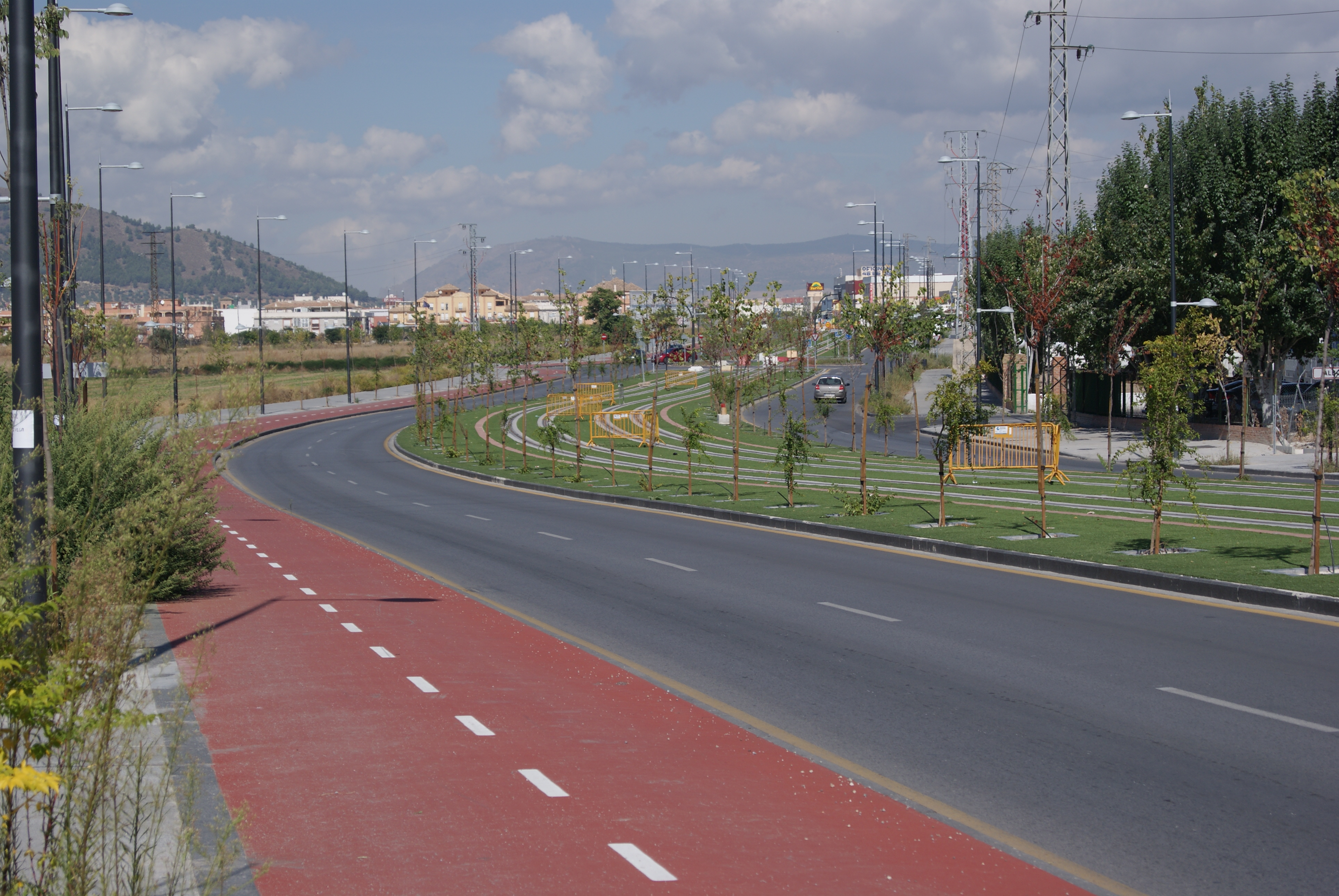
Vías ferroviarias en los alrededores de la estación desde el carril bici anexo.

La configuración de la estación es de dos andenes laterales de 65 metros de longitud con sendas vías, una por cada sentido. La arquitectura de la estación se dispone en forma de doble marquesina a ambos lados, con un techo y elementos arquitectónicos y decorativos en acero y cristal. La estación es accesible a personas con movilidad reducida, tiene elementos arquitectónicos de accesibilidad a personas invidentes y máquinas automáticas para la compra de títulos de transporte. También dispone de paneles electrónicos de información al viajero y megafonía.
La construcción de la estación sirvió para urbanizar y reformar la avenida por la que transcurre la estación. A lo largo de toda ella se construyó un carril bici segregado del tráfico que conecta con el centro de la ciudad y el municipio de Albolote.

## Intermodalidad
Vicuña se trata de una estación intermodal con la línea 122 de autobuses interurbanos del Consorcio de Transportes de Granada, ya que junto a ella se encuentra una parada. Estas líneas conectan a su vez con los municipios de Granada, Albolote y Atarfe.